# Verbandsgemeinde Droyßiger-Zeitzer Forst
In de Verbandsgemeinde Droyßiger-Zeitzer Forst werken vijf gemeenten uit de Landkreis Burgenlandkreis samen ter vervulling van de gemeentelijke taken. Juridisch gezien behouden de deelnemende gemeenten hun zelfstandigheid.

## Deelnemende gemeenten
Deelnemende gemeente met bijbehorende Ortsteile zijn:
- Droyßig * (1.961)
- Gutenborn (1.736)
- Kretzschau (2.409)
- Schnaudertal (907)
- Wetterzeube (1.734)